# قضیه حد مرکزی

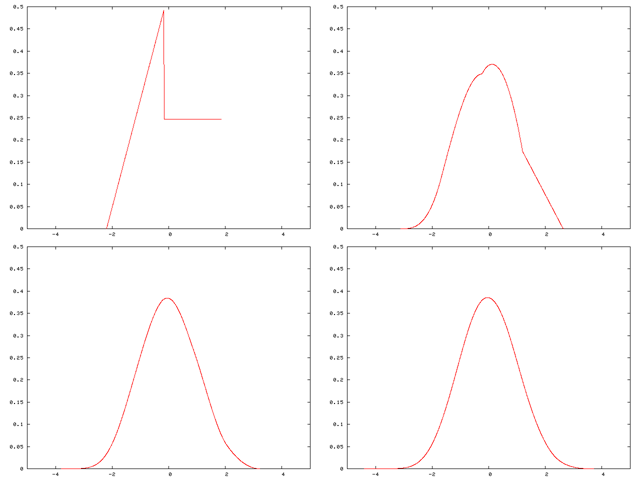
قضیه حد مرکزی

در نظریه احتمالات، قضیه حد مرکزی (به انگلیسی: Central Limit Theorem) یا CLT بیان می‌کند که در شرایط مناسب، توزیع نسخه نرمال‌شده میانگین نمونه به توزیع نرمال استاندارد همگرا می‌شود. هرچه تعداد این متغیرهای مستقل افزایش یابد، این تقریب بهتر می‌شود.
مثال: در این مثال فرض شده‌است که {\displaystyle n} متغیر تصادفی، همگی دارای توزیع احتمال یکنواخت (Uniform Probability Distribution) هستند. بر اساس قضیه حد مرکزی اگر متغیر تصادفی جدیدی
{\displaystyle Y} تعریف شود به‌طوری‌که {\displaystyle Y=X_{1}+X_{2}+\dots +X_{n}} ، می‌توان اثبات کرد که فارغ از نوع توزیع احتمال اولیهٔ متغیرهای تصادفی (در این مثال توزیع یکنواخت)، توزیع احتمال متغیر جدید، توزیع نرمال خواهد بود.
دنباله {\displaystyle X_{1},X_{2},\dots ,X_{n}} از متغیرهای تصادفی مستقل با توزیع یکنواخت پیوسته {\displaystyle D} را که بر یک فضای احتمال تعریف شده‌اند در نظر بگیرید. فرض کنید میانگین {\displaystyle D} برابر {\displaystyle \mu } و انحراف از معیار آن {\displaystyle \sigma } است. حالا سری {\displaystyle S_{n}=X_{1}+X_{2}+X_{3}+\dots +X_{n}} را در نظر بگیرید. می‌دانیم که میانگین {\displaystyle S_{n}} برابر {\displaystyle n\mu } و انحراف از معیار آن {\displaystyle \sigma {\sqrt {n}}} است. بر اساس قضیه حد مرکزی {\displaystyle S_{n}} در بی‌نهایت به سمت توزیع نرمال {\displaystyle {\mathcal {N}}(n\mu ,n{\sigma }^{2})} میل می‌کند.